# Томилиха (Нижньогородська область)
Томилиха (рос. Томилиха) — присілок в Воскресенському районі Нижньогородської області Російської Федерації.
Населення становить 3 особи. Входить до складу муніципального утворення Богородська сільрада.

## Історія
Від 2009 року входить до складу муніципального утворення Богородська сільрада.

## Населення
| 1999 | 2002 | 2010 |
| ---- | ---- | ---- |
| 13   | ↘10  | ↘3   |